# 亞妮斯比

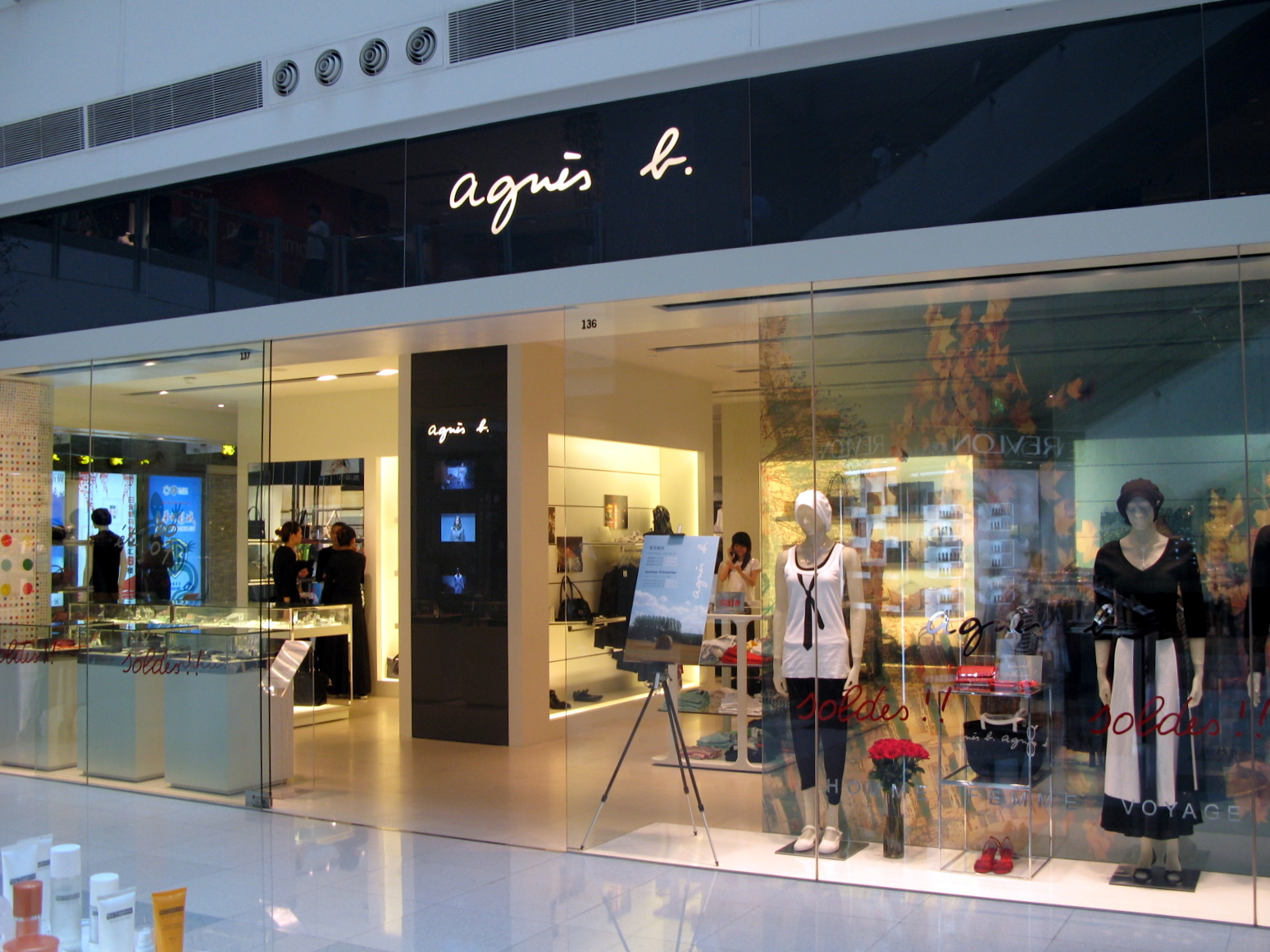
rightagnès b 於上海的分店

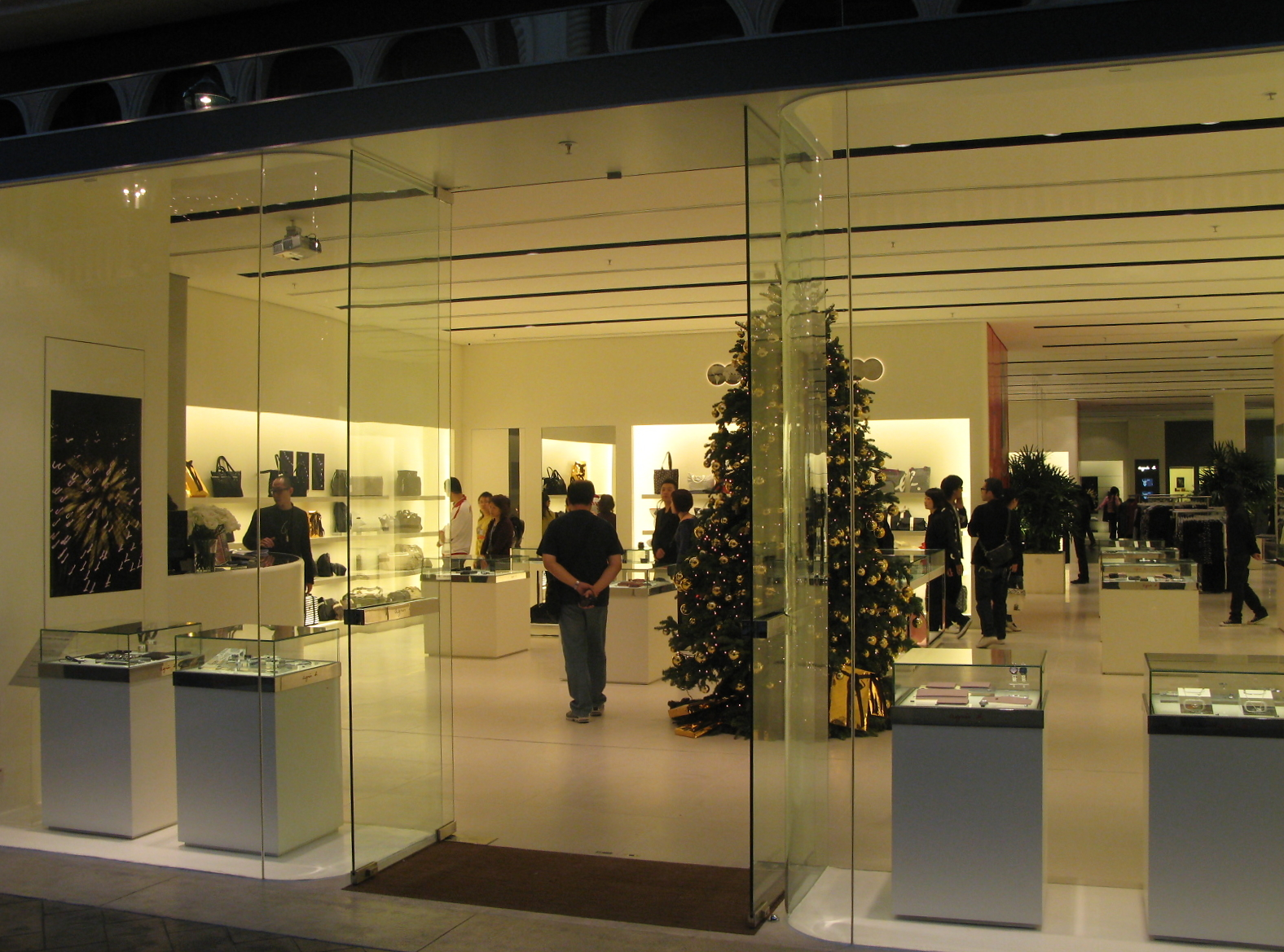
agnès b 於澳門威尼斯人度假村酒店分店

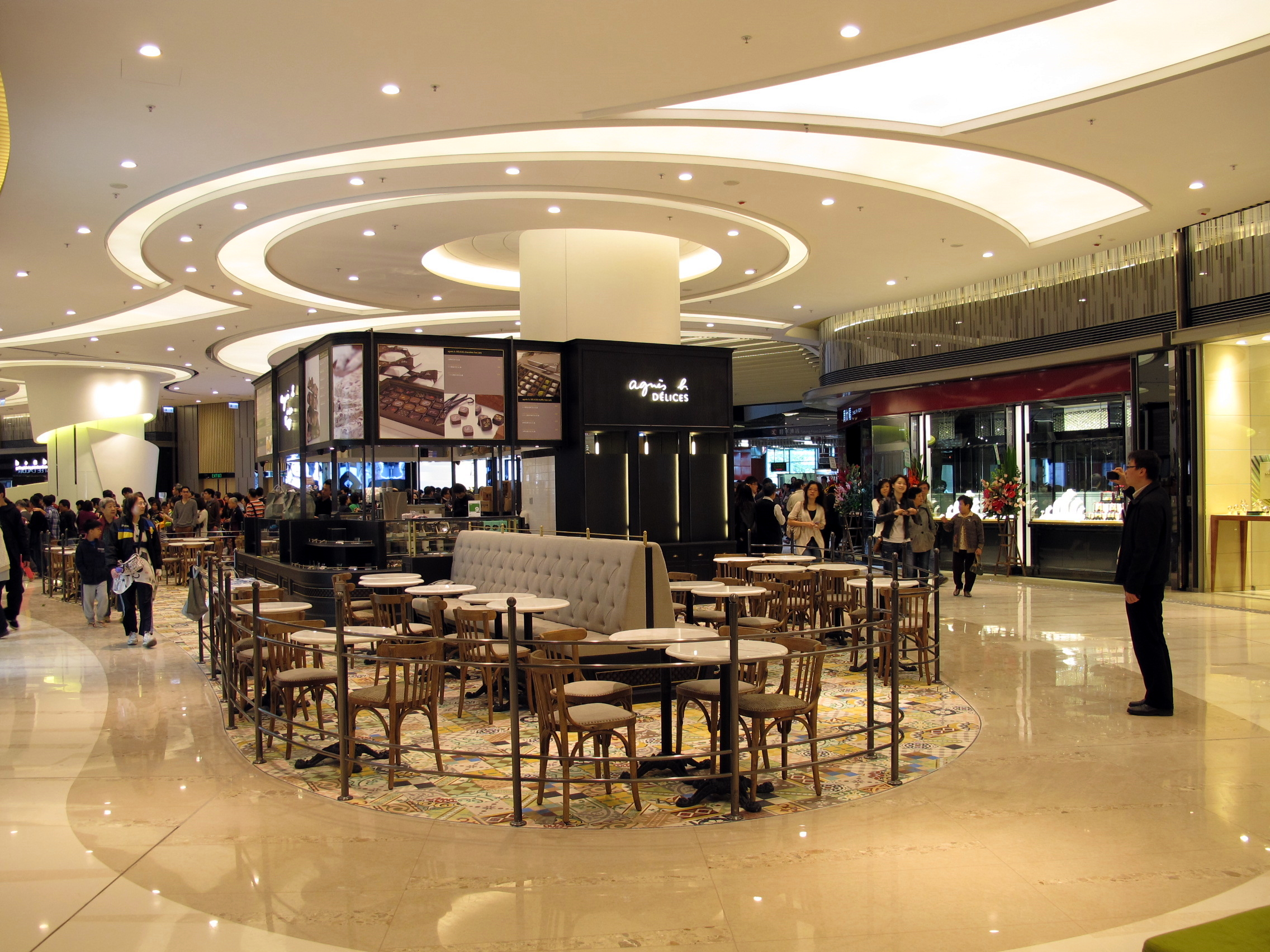
agnès b 於將軍澳PopCorn商場的agnes b.Cafe及DÉLICES

亞妮斯比（或阿尼亞斯貝，法語：法语发音ⓘ）是法國時裝品牌，1975年在巴黎成立，分店分佈全球，創辦人為法國時裝設計師（1941年在凡爾賽出生），她喜用自己名字作為品牌名稱，業務包括時裝及藝術推廣。

## 業務擴展
繼早年設計女裝服飾後，於1981年開始設計男裝服飾，到了1983年，她在紐約市蘇豪區開設首間海外分店。她對城市的熱愛使得她對美式的罪案電影感到興趣，曾為法國的電影進行配音工作，間接影響到分店的裝修風格，店內會張貼不同年代的大型電影海報，此舉動引起了電影導演Harmony Korine的注意，並且於1999年與進行藝術性合作。 
於1987年推出「Le B Perfume」香水品牌系列，包含護膚及化妝用品。後來，她的設計範圍擴展到孕婦服裝、鞋子及手袋產品。同時，為精工錶設計了一系列手錶及眼鏡產品，並與化妝品牌歐萊雅合作。
的分店據點有倫敦、巴黎、紐約、柏林、芝加哥、比華利山、阿姆斯特丹、東京、大阪、香港、澳門、上海、新加坡、台灣、杜拜等地，而據品牌設計師兼創辦人Agnes Trouble表示，今後將在中國例如北京、上海等大城市開設更多分店。

## 藝術推廣
熱心於藝術推廣，曾贊助多個藝術展覽及演出。香港藝術中心的電影院，亦為其贊助項目之一。全球共有12間分公司的國際公司，另於巴黎設有1間工作室。
2019年，agnes b.旗下畫廊agnes b. Galerie Boutique於香港K11商場展出藝術家François Olislaeger的藝術畫作，出自於「Une Fleur Par Jour」（每天一花）系列。

## 品牌系列
百貨
- （店內集齊、及於一身）

時裝
- （女裝服飾）
- （男裝服飾）
- （童裝）
- （蘿莉風格，2006年重新推出）
- （手袋）
- （飾物）
- （鐘錶）
- （運動服飾）

餐飲
- （法國餐廳、咖啡店）
- （巧克力甜點）

化妝
其他
- （鮮花專賣店）
- （旅遊概念店）
- （電影院）
- （展覽廳）
- （藝術畫廊）

## 店舗據點
在以下地點設有專賣店：
- 法國：普羅旺斯、波爾多、康城、里爾、里昂、馬賽、蒙彼利埃、南特、尼斯、巴黎、馬恩河谷、史特拉斯堡、圖盧茲
- 中国：北京、上海、深圳、廣州、成都、瀋陽、大連、昆明、重慶、哈爾濱
- 日本：千葉、福岡、广岛、鹿儿岛、轻井泽、神戸、熊本、京都、名古屋、大阪、佐野、札幌、仙台、東京、横滨
- 臺灣：臺北、桃園、新竹、臺中、臺南、高雄
- 香港
- 澳門
- 新加坡
- 阿联酋：杜拜
- 德国：柏林
- 荷蘭：阿姆斯特丹
- 美国：紐約、比華利山、芝加哥
- 英国：倫敦

## 爭議
2012年3月31日，有網民發現將軍澳新開幕的商場PopCorn內的agnès b. Cafe L.P.G.及DÉLICES，其餐牌上只有英文及簡體字，而食物的中文名稱均為中國大陸用語，例如牛油稱為黃油、朱古力稱為巧克力，有網民認為有關安排是歧視香港人，在網上發起抵制，有團體更發起到餐廳抗議。其後，店方在Facebook發出道歉啟事，表示無意侮辱或歧視香港人，承諾盡快更換餐牌。同時，在《香港經濟日報》表示全綫12間Cafe的餐牌由2008年至今只有英文及簡體字，直至2012年3月時才有人投訴。發言人表示，不清楚當初為何公司有如此政策，但是他們將會更換所有餐牌，掛牆的將會使用繁體字及英文，餐牌則更改為繁、簡體及英文三文並重。

## 外部連結
- http://www.agnesb.com （页面存档备份，存于）
- https://www.agnesb.com.hk/ （页面存档备份，存于）
- 亞妮斯比的Facebook專頁
- 亞妮斯比的X（前Twitter）
- 亞妮斯比的Instagram帳戶
- 亞妮斯比的新浪微博